# 冈比西斯一世
冈比西斯一世（古波斯楔形文字：𐎣𐎲𐎢𐎪𐎡𐎹 ；约前600年—前559年）是波斯阿契美尼德王朝（阿契美尼德王朝的說法是根據篡位者大流士一世宣稱的家譜，但在居魯士圓柱上提到的詳細家譜並沒有阿契美尼斯的名字）的早期成员。他是居鲁士一世的儿子。
冈比西斯一世领导着一个臣属于米底的波斯部落联盟。